# Забронский, Анатолий Арсентьевич
Анатолий Арсентьевич Забронский (1921 — 1944) — участник Великой Отечественной войны, командир 3-й батареи 997-го зенитно-артиллерийского полка (12-я зенитно-артиллерийская дивизия, 65-я армия, 1-й Белорусский фронт), капитан, Герой Советского Союза (1945).

## Биография
Родился 27 мая 1921 года на х. Фарштат (ныне — в составе города Белая Калитва) Белокалитвинского pайона Ростовской области в семье служащего. Русский.
Детские годы прошли в г. Новочеркасске. Окончил среднюю школу в 1939 году.
В Советской Армии с 1940 года. В 1941 окончил Бакинское училище зенитной артиллерии. В боях Великой Отечественной войны с мая 1942. Член КПСС с 1943 года.
Батарея под командованием капитана Забронского 4 октября 1944 года на сероцком плацдарме на р. Нарев (Польша) вступила в бой с танками противника, прорвавшими оборону наших войск. Артиллеристы отразили 8 атак, подбили 5 танков и уничтожили до батальона гитлеровцев. Занятый рубеж был удержан. А. А. Забронский в этом бою погиб.
Похоронен в г. Вышкув (Польша).

## Память
- В г. Новочеркасске Ростовской области одна из улиц и пионерская дружина школы № 1 названы именем Героя, а на здании школы по ул. Московская, 13 имеется мемориальная доска, где указано: «Здесь учился Герой Советского Союза Анатолий Арсеньевич Забронский. 1921-4.X. 1944. Погиб в боях с немецко-фашистскими захватчиками в г. Вышкув в Польше»[2].
- В Персиановке Ростовской области тоже имеется мемориальная доска на учебном корпусе ДГАУ: «Здесь учился Герой Советского Союза Забронский Анатолий Арсеньевич. Погиб 4 октября 1944 года близ города Вышкув (Польша)».

## Награды
- Медаль «Золотая Звезда» Героя Советского Союза (21.02.1945, посмертно).
- Награждён орденом Ленина, двумя орденами Красной Звезды, медалью.